# Paedarium parvum
Paedarium parvum là một loài ruồi trong họ Tachinidae.